# A2010 road
Die A2010 ist eine Class-I-Straße, die 1922 in Brighton als Verbindung zwischen der A27 und der A259 festgelegt wurde. Sie verläuft durch die West Road, Queen’s Road, Terminus Road, Buckingham Place und Dyke Road. Durch eine Einbahnstraßenregelung im Stadtteil Seven Dials gehören ein Teil der Bath Street sowie ein zusätzliches Stück der Dyke Road, welches von der B2121 übernommen wurde, heute zur A2010.